# Organ administracji geologicznej
Organ administracji geologicznej – polski organ administracji publicznej, do zadań którego należy:
- podejmowanie rozstrzygnięć oraz wykonywanie innych czynności niezbędnych do przestrzegania i stosowania ustawy Prawo geologiczne i górnicze, w tym udzielanie koncesji;
- kontrola i nadzór nad działalnością regulowaną ustawą Prawo geologiczne i górnicze, w tym w zakresie projektowania prac geologicznych oraz sporządzania dokumentacji geologicznych.

Zgodnie z art. 156 PGG, organami administracji geologicznej są:
- Minister Środowiska – działający przy pomocy Głównego Geologa Kraju,
- marszałkowie województw – działający przy pomocy geologów wojewódzkich,
- starostowie – działający przy pomocy geologów powiatowych.

## Minister Środowiska
Do właściwości Ministra Środowiska jako organu administracji geologicznej pierwszej instancji, należą sprawy związane z zatwierdzaniem projektów robót geologicznych oraz dokumentacjami geologicznymi, dotyczące:
- złóż kopalin, o których mowa w art. 10 ust. 1 Prawa geologicznego i górniczego, oraz warunków hydrogeologicznych w związku z projektowaniem odwodnień tych złóż i wtłaczaniem wód pochodzących z takich odwodnień do górotworu;
- obszarów morskich Rzeczypospolitej Polskiej;
- regionalnych badań hydrogeologicznych;
- określania warunków hydrogeologicznych w związku z ustanawianiem obszarów ochronnych zbiorników wód podziemnych;
- określania warunków hydrogeologicznych oraz geologiczno-inżynierskich dla potrzeb podziemnego bezzbiornikowego magazynowania substancji albo podziemnego składowania odpadów;
- regionalnych badań budowy geologicznej kraju;
- regionalnych prac kartografii geologicznej;
- ponadwojewódzkich inwestycji liniowych;
- otworów wiertniczych do rozpoznania budowy głębokiego podłoża, niezwiązanego z dokumentowaniem złóż kopalin;
- obiektów budownictwa wodnego o wysokości piętrzenia przekraczającej 5 m.

## Starosta
Jako organ I instancji, starosta jest właściwy w sprawach związanych z zatwierdzaniem projektów robót geologicznych oraz dokumentacjami geologicznymi, dotyczących:
- złóż kopalin nieobjętych własnością górniczą, poszukiwanych lub rozpoznawanych na obszarze do 2 ha w celu wydobycia metodą odkrywkową w ilości do 20 000 m³ w roku kalendarzowym i bez użycia środków strzałowych;
- ujęć wód podziemnych, których przewidywane lub ustalone zasoby nie przekraczają 50 m³/h;
- badań geologiczno-inżynierskich wykonywanych na potrzeby zagospodarowania przestrzennego gminy oraz warunków posadawiania obiektów budowlanych;
- odwodnień budowlanych o wydajności nieprzekraczającej 50 m³/h;
- robót geologicznych wykonywanych w celu wykorzystywania ciepła Ziemi;
- warunków hydrogeologicznych w związku z zamierzonym wykonywaniem przedsięwzięć mogących negatywnie oddziaływać na wody podziemne, w tym powodować ich zanieczyszczenie, dotyczących przedsięwzięć zaliczonych do przedsięwzięć mogących znacząco oddziaływać na środowisko, dla których obowiązek sporządzenia raportu o oddziaływaniu przedsięwzięcia na środowisko może być wymagany, z wyłączeniem przedsięwzięć mogących negatywnie oddziaływać na wody lecznicze.

## Marszałek województwa
Jest właściwy we wszystkich pozostałych sprawach, uregulowanych w Prawie geologicznym i górniczym, niezastrzeżonych do właściwości starosty lub Ministra Środowiska.